# 劉迦論
劉迦論（？—614年），隋朝时民变领袖。

## 生平
《隋書》及《北史》记载他是延安郡（今陝西省延安市）人，《旧唐書》及《新唐書》记载他是安定郡（今甘肃省慶陽市）人。大業十年（614年）五月，聚众起事，自称“皇王”，年号“大世”，联络稽胡，十万人响应，后來他被隋将屈突通敗于上郡，击斩。